# Liste der Gemeindeverbände im Département Meuse
Das Département Meuse liegt in der Region Grand Est in Frankreich. Es untergliedert sich in 16 Gemeindeverbände.
Siehe auch: Liste der Gemeinden im Département Meuse

## Gemeindeverbände

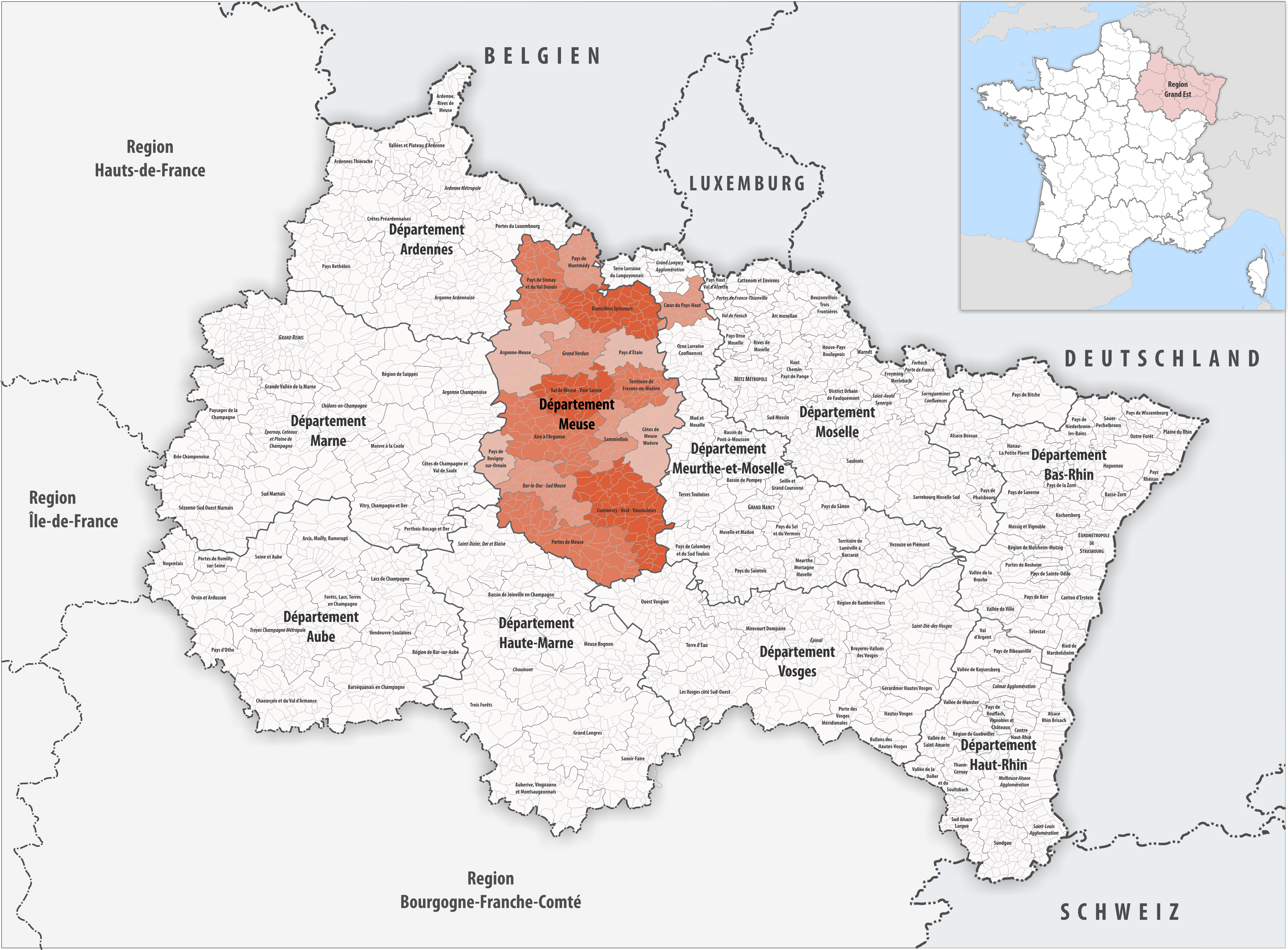
Gemeindeverbände im Département Meuse

| Gemeindeverband                 | Gemeinden im Départ./Verband | Einwohner 1. Januar 2022 | Fläche km² | Dichte Einw./km² | SIREN- Nummer | Rechtsform                 | Gründungsdatum    |
| ------------------------------- | ---------------------------- | ------------------------ | ---------- | ---------------- | ------------- | -------------------------- | ----------------- |
| Aire à l’Argonne                | 47/47                        | 6.382                    | 663,35     | 10               | 200 066 140   | Communauté de communes     | 5. Oktober 2016   |
| Argonne-Meuse                   | 38/38                        | 6.879                    | 493,85     | 14               | 200 066 116   | Communauté de communes     | 5. Oktober 2016   |
| Bar-le-Duc Sud Meuse            | 33/33                        | 33.485                   | 400,02     | 84               | 200 033 025   | Communauté d’agglomération | 23. Juli 2012     |
| Cœur du Pays-Haut               | 1/25                         | 23.280                   | 210,51     | 111              | 200 070 290   | Communauté de communes     | 9. Dezember 2016  |
| Commercy-Void-Vaucouleurs       | 54/54                        | 21.952                   | 710,19     | 31               | 200 066 157   | Communauté de communes     | 5. Oktober 2016   |
| Côtes de Meuse Woëvre           | 25/25                        | 6.011                    | 421,77     | 14               | 200 034 874   | Communauté de communes     | 19. Dezember 2012 |
| Damvillers Spincourt            | 41/41                        | 8.036                    | 492,35     | 16               | 200 066 173   | Communauté de communes     | 5. Oktober 2016   |
| Grand Verdun                    | 25/25                        | 27.113                   | 300,93     | 90               | 200 049 187   | Communauté d’agglomération | 27. November 2014 |
| Pays d’Étain                    | 26/26                        | 7.443                    | 239,05     | 31               | 245 501 242   | Communauté de communes     | 24. Dezember 1998 |
| Pays de Montmédy                | 25/25                        | 6.860                    | 243,65     | 28               | 245 501 259   | Communauté de communes     | 24. Dezember 1998 |
| Pays de Revigny-sur-Ornain      | 16/16                        | 6.821                    | 184,39     | 37               | 245 501 184   | Communauté de communes     | 24. Dezember 1996 |
| Pays de Stenay et du Val Dunois | 41/41                        | 9.430                    | 440,92     | 21               | 200 066 132   | Communauté de communes     | 5. Oktober 2016   |
| Portes de Meuse                 | 51/51                        | 16.003                   | 755,61     | 21               | 200 066 108   | Communauté de communes     | 5. Oktober 2016   |
| Sammiellois                     | 19/19                        | 8.219                    | 247,55     | 33               | 245 500 327   | Communauté de communes     | 28. Dezember 1999 |
| Territoire de Fresnes-en-Woëvre | 32/32                        | 4.801                    | 256,75     | 19               | 245 501 176   | Communauté de communes     | 23. Dezember 1996 |
| Val de Meuse-Voie Sacrée        | 25/25                        | 8.882                    | 350,03     | 25               | 200 066 165   | Communauté de communes     | 5. Oktober 2016   |